# 임균태
임균태(林均泰, 1984년 8월 15일 ~ )은 대한민국의 전직 스타크래프트 프로게이머이다.  [SouL]GyunTae 또는 SaiLove라는 아이디를 사용하며, 종족은 저그이다.

## 약력
2001년 SouL팀에서 프로게이머 활동을 시작했다. 아마추어 고수로 알려졌지만 방송경기 등에서 특별한 활약은 없다가, 2002년 말 온게임넷 챌린지리그에서 나도현과의 대혈전이 계기가 되어 갑작스레 유명세를 탔다. 듀얼토너먼트에서 2패 탈락하며 스타리그 진출에는 실패했고, 이후 한동안 게임을 손에서 놓고 팀에서도 사실상 방출되는 등 거의 은퇴 상태였다가 다시 팀에 복귀, 하지만 이렇다 할 성적은 거두지 못하고 2004년 완전히 은퇴하였다. 2005년 현역 입대후 2007년부터 육군 부사관으로 복무하고 있다.

## 드론의 아버지
2002년 말 당시 스타리그의 하위리그였고 신인들의 등용문 역할을 했던 챌린지리그에서 무명이었던 임균태는 역시 신인급이었던 한빛 스타즈의 나도현과 최종 진출전을 치르게 되었다. 아방가르드 II에서 펼쳐진 경기는 본진과 앞마당 자원으로 병력을 짜낸 나도현의 파상공격과 진영이 계속 무너지면서도 여기저기 확장을 늘려가며 처절하게 버틴 끝에 결국 승리를 거두게 된다. 세간의 큰 화제가 된 경기였고 이를 계기로 임균태는 단숨에 유명세를 타게 되었다. 이후 스타리그 진출권을 놓고 벌이는 듀얼토너먼트에서 한 팬이 'Father of Drone(드론의 아버지)'라 쓴 피켓을 든 것이 카메라에 잡혔고, 임균태의 플레이 스타일이 드론과 해처리를 많이 생산하는 자원 지향적 플레이인 데 착안하여 그의 별명은 '드론의 아버지'로 굳어지게 된다

## WCG 어뷰저 논란
WCG 2004 온라인 예선이 한창 진행되고 있을 때 '나를 비롯한 대부분의 상위권 선수들이 어뷰징(고의적 전적 밀어주기)를 했다'라고 폭로한 임균태의 글이 한동안 커뮤니티를 떠들썩하게 한 적이 있었다. 당시만 해도 프로게임계가 완전히 자리를 잡기 전이고, 군소대회를 비롯한 많은 온라인 대회에서 어뷰징이 일종의 관례처럼 이어져 내려오고 있었던 것이다. 임균태의 폭로는 '어뷰징을 어디까지 징계해야 하는가' '누가 어뷰징을 했는가' 등 많은 갈래로 논란을 일으키며 큰 파문을 몰고 왔지만 결국 흐지부지 끝나고 말았다.

## 수상 경력
- 2002년 게임벅스배 제2회 스타최강전 입상